# Maison Piot
La Maison Piot appelée aussi Maison des Francs-Maçons par le voisinage est sans doute une des réalisations les plus abouties du style art nouveau à Liège. Elle est l’œuvre de l'architecte Victor Rogister, un des meilleurs représentants de l'Art nouveau à Liège pour Henri Piot, directeur d'usine mécanique. Les sculptures ont été réalisées par Oscar Berchmans.

## Situation
Elle se situe à Liège au no 17 de la rue de Sélys entre la rue du Plan Incliné et la place de Bronckart à 5 minutes de marche de la gare des Guillemins.

## Description
La façade est datée de 1904.
Cette maison de deux travées et trois niveaux utilise l'art nouveau de manière ostentatoire mais l'accumulation d'éléments de ce style ne nuit pas à l'harmonie de la façade. De nombreux éléments figuratifs sont erronément interprétés comme des symboles maçonniques.

### Rez-de-chaussée
Au rez-de-chaussée, sur la partie supérieure de l'imposante porte en chêne à deux battants, deux génies ailés accroupis se font face, les yeux clos, un globe dans une main, une branche de chêne dans l'autre. Les deux poignées de porte en fer forgé représentent chacune une tête de dragon à la gueule ouverte et menaçante et un corps de serpent.
La baie d'imposte, complétée par deux petites fenêtres latérales, est protégée par un jeu géométrique et symétrique de fers forgés de couleur bleue.
La baie rectangulaire constituée de petits bois superposés évoquant un calice est décorée par des vitraux américains de formes végétales aux tons pastels.
Deux têtes sculptées de jeunes femmes au regard mélancolique coiffées, à gauche, d'un coq et à droite, d'une chouette (symboles du jour et de la nuit) complètent le rez-de-chaussée. Les matériaux utilisés sont ici la pierre calcaire et des moellons de pierre de France de couleur claire. Ces deux matériaux s'imbriquent de manière harmonieuse.

### Premier étage
Au premier étage, sur la partie gauche, au-dessus de la date de construction en pierre bleue (1904), une baie en arc brisé surmontée de pierres bleues reflète sur elle-même cet arc par un subtil jeu de petits bois. À droite, un imposant bow-window parallélépipédique repose sur un linteau en fer peint en bleu. La partie supérieure des logettes fait la part belle à des vitraux aux motifs en référence avec ceux du rez-de-chaussée. Cet étage, contrairement au rez-de-chaussée, emploie des briques de couleur beige et de longueurs différentes. Par ailleurs, trois clefs aux formes inhabituelles complètent cet étage.

### Deuxième étage
Le second étage est remarquable par son originalité. D'abord, la corniche est interrompue de manière asymétrique par une lucarne en briques. Les 4 modillons de pierre de la corniche entourent ceux de bois (5 à gauche, 1 à droite). Une baie en arc légèrement brisé dont la menuiserie donne un bel effet d'arc outrepassé agrémente cette lucarne curieusement sans rambarde mais dont le sommet convexe est surmonté à ses extrémités par deux têtes de vieillards barbus et sinistres.